# Inés Bayo
Inés Bayo de Gispert (Barcelona, 15 de octubre de 1973-Ib., 9 de agosto de 2019) fue una cantante e ilustradora española, famosa por ser la vocalista del grupo de música Los Fresones Rebeldes.

## Trayectoria artística
Cursó estudios de diseño en la EINA, Centro Universitario de Diseño y Arte de Barcelona, comenzando su carrera musical en el grupo de punk-pop básico Las Blunders.
En 1995, con veinte años, se convirtió en la vocalista del grupo indie español Los Fresones Rebeldes, banda en la que también formaba parte su hermana Cecilia Bayo. En 1998 abandonó el grupo cuando empezaron a despuntar. Diseñó las fundas de los primeros discos de Los Fresones Rebeldes y la mascota “oficial”.
En 1999 formó parte del grupo ye-yé Los Soberanos como corista.
En 2013, Inés Bayó fundó el grupo pop Los Popov junto con Pablo Jiménez, Lluís Ferrer, Gabriel Soto, Cristi Pérez y María Mosteirin, componentes de grupos como Los Soberanos o Zola.
Entre 2014 y 2016, Inés Bayo formó parte de la vuelta a los escenarios de Los Fresones Rebeldes con los que dio una serie de conciertos en España y Latinoamérica y lanzó un disco recopilatorio.
Los Colibríes, una banda de casiotone-pop doméstico, fue uno de sus últimos proyectos musicales, junto con Yo aprendiendo mi guitarra, siendo este último el más personal, donde tocaba todos los instrumentos y cantaba todas las canciones.
Falleció el 9 de agosto de 2019 a los 45 años de edad, por causas que no trascendieron.